# Sluneční kámen

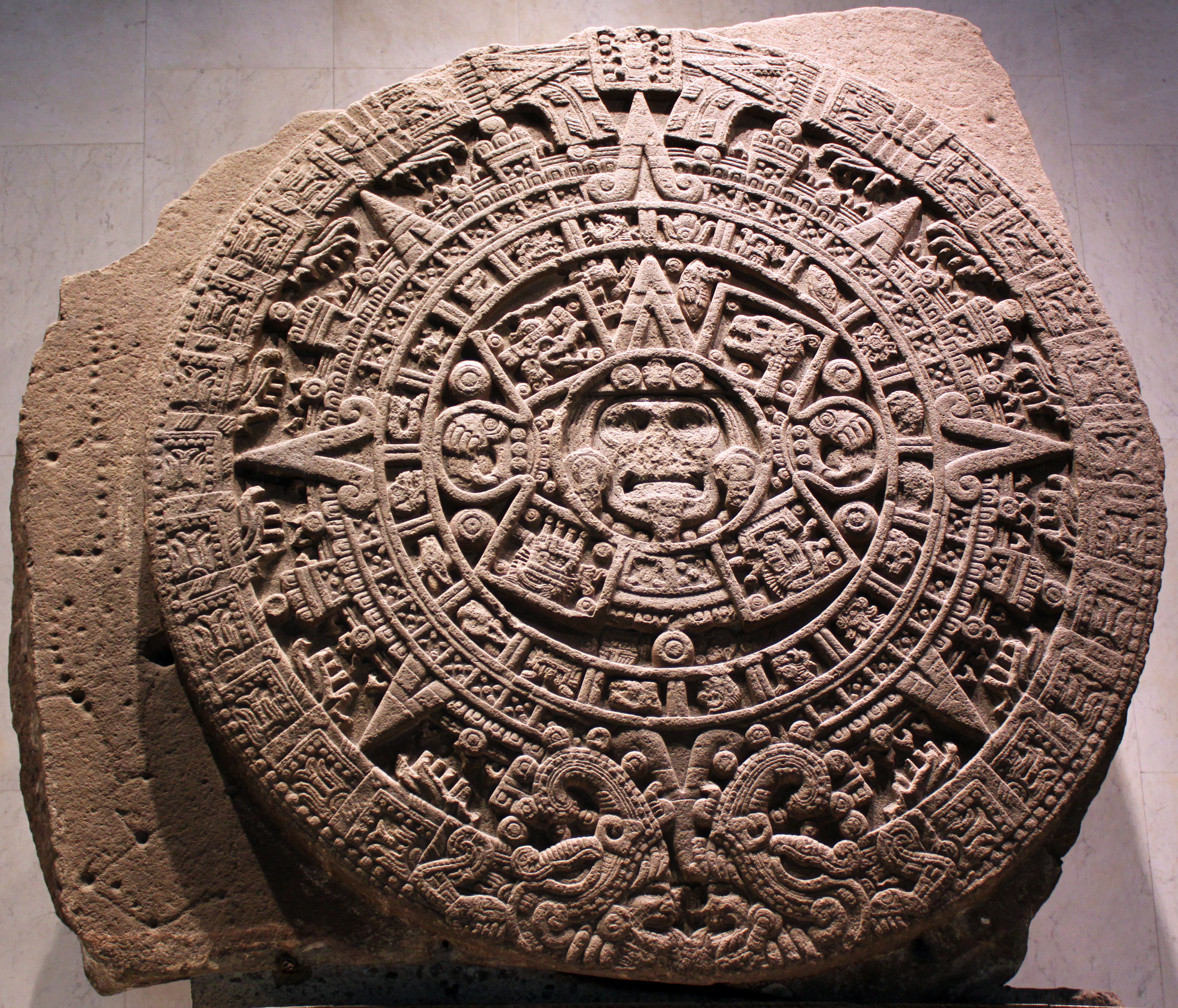
Sluneční kámen

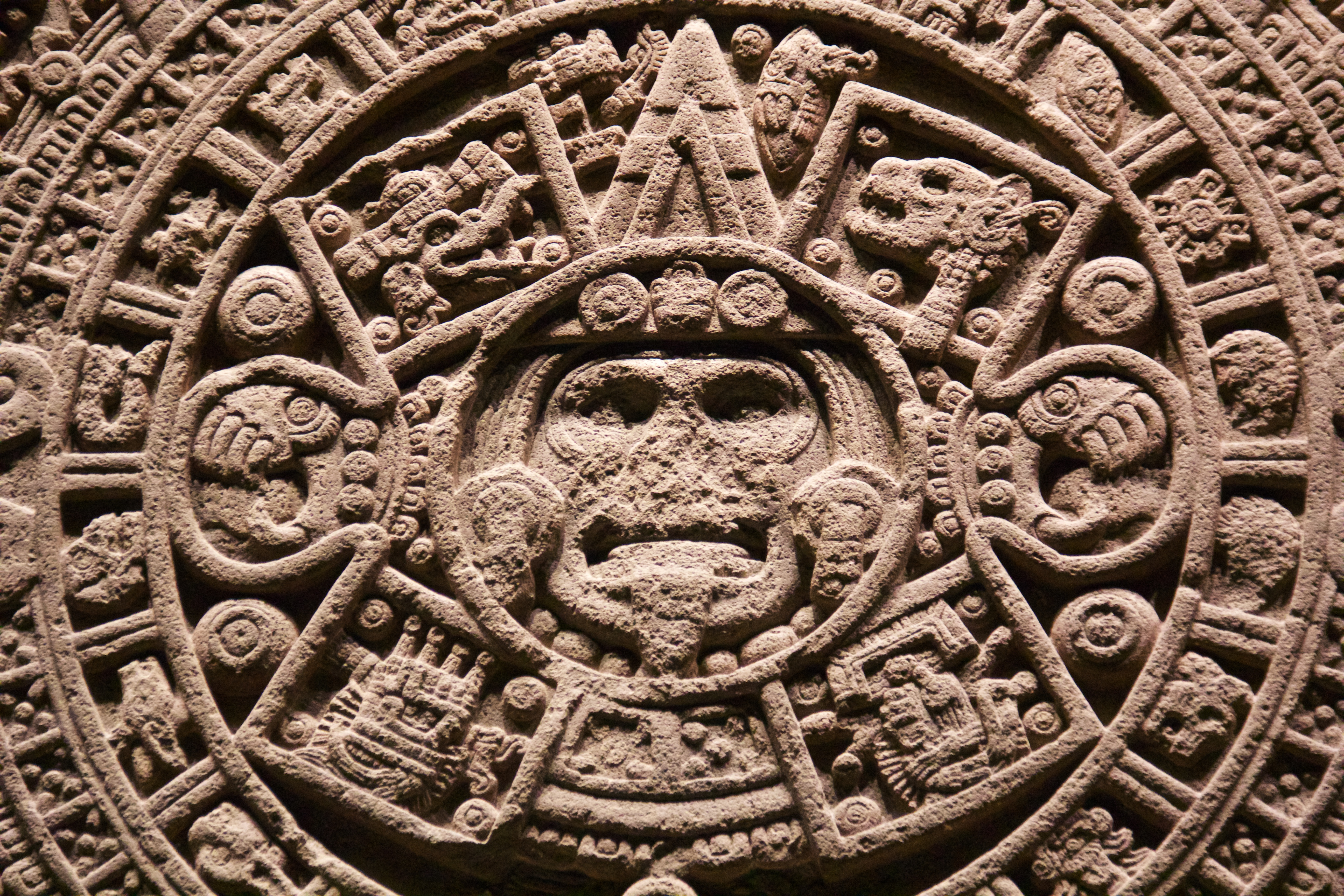
detail centrální části

Sluneční kámen (španělsky La Piedra del Sol) je čedičový monolit kruhového tvaru, běžně známý též jako Aztécký kalendář kvůli reliéfům na jeho povrchu. I přes rozšířený název, odkazující na kalendář, kámen nesloužil pro počítání času. V současnosti je vystaven v Národním antropologickém muzeu v Ciudad de México. Průměr kruhu je 358 cm, tloušťka 98 cm a váha přibližně 24 tun. Objeven byl 17. prosince 1790 v blízkosti metropolitní katedrály pod dlažbou náměstí Plaza de la Constitución, které bylo vybudováno na ruinách Tenochtitlánu. Tato kamenická skulptura vznikla v post-klasickém období kultury Aztéků (mezi lety 1250 a 1521). Neexistují přesné údaje o roku vzniku, autorovi či účelu tohoto kamene.

## Popis
Motivy na povrchu kamene zachycují základní prvky aztécké mytologie a kosmologie.
- V centrální části je pravděpodobně zachycen bůh Tonatiuh nebo Tlaltecuhtli . Okolo jeho obličeje jsou rozmístěny symboly čtyř jdoucích světů či epoch – „sluncí“ –, která předcházela období pátého slunce. Jedná se o 4-Jaguár, 4-Déšť, 4-Voda a 4-Vítr.
- Následuje kruh sestávající ze symbolů 20 týdnů (každý týden měl 13 dnů) posvátného kalendáře Tonalpohualli: květina, déšť, nůž, zemětřesení, sup, orel, jaguár, rákos, tráva, opice, pes, voda, králík, jelen, smrt, had, ještěrka, dům, vítr, aligátor. Posvátný cyklus tedy trval 260 dní.[3][p 1]
- V navazujících dalších soustředných kruzích jsou zachyceny reliéfy spojené pravděpodobně s kosmologií. Po obvodu Slunečního kamene jsou umístěna těla dvou ohnivých hadů, jejichž hlavy se nacházejí v dolní části kruh.[4]